# (3508) Pasternak
(3508) Pasternak es un asteroide perteneciente al cinturón de asteroides, descubierto el 21 de febrero de 1980 por Liudmila Karachkina desde el Observatorio Astrofísico de Crimea (República de Crimea).

## Designación y nombre
Designado provisionalmente como 1980 DO5. Fue nombrado Pasternak en honor al poeta y novelista ruso soviético Borís Pasternak.